# Academisch jaar
Het academisch jaar loopt van september tot september, overeenkomstig het studiejaar van universiteiten, hogescholen en scholen. Dit in tegenstelling tot het kalenderjaar, dat loopt van januari tot januari.

## Opening van het academisch jaar
Het academisch jaar wordt aan een universiteit meestal plechtig geopend eind september of begin oktober. Alle hoogleraren zijn dan gekleed in toga. De professoren lopen in een stoet (cortège) naar de aula, waarbij de pedel voorop loopt. In de aula houdt de rector magnificus een speech, waarmee hij of zij het academisch jaar voor geopend verklaart. Soms is in zo'n speech kritiek op het overheidsbeleid verwerkt. Na afloop van de vergadering volgt traditioneel een afsluitende borrel.